# Déclaration de Doha
La Déclaration de Doha ou Déclaration sur l’Accord sur les ADPIC et la santé publique est une déclaration internationale présentée le 14 novembre 2001 à la quatrième conférence ministérielle de l'Organisation mondiale du commerce (qui ouvrit le Cycle de Doha).
Cette déclaration appuie les droits des pays d'agir pour leurs enjeux vitaux de santé publique et, en particulier, de promouvoir l’accès aux médicaments essentiels pour tous. Elle prône notamment le dépassement des barrières politiques et économiques en postulant l’"innovation en santé comme bien public global".
Elle autorise un pays à octroyer à une société nationale une "licence obligatoire" lui permettant de copier pour son usage interne un médicament étranger en cas de situation d'urgence sanitaire nationale comme le SIDA, le paludisme, la tuberculose ou "d'autres épidémies". 
Une dérogation au droit des brevets reconnue par l'OMC le 30 août 2003 met en application l'article 6 de la Déclaration de Doha et autorise les pays producteurs de médicaments génériques, comme l'Inde, le Canada ou le Brésil, à vendre des copies de produits brevetés à des pays incapables d'en fabriquer eux-mêmes.

## Mise en œuvre

### Thaïlande
La Thaïlande a invoqué ce texte en novembre 2006 pour faire fabriquer des médicaments contre le SIDA. Cette décision a déclenché une protestation de l'industrie pharmaceutique en France et aux États-Unis.[réf. souhaitée]

### Rwanda
En 2007, le Rwanda est devenu le premier pays du monde à recourir à une décision de l'OMC permettant d'importer des médicaments génériques contre le sida, près de quatre ans après l'adoption de cette dérogation au droit des brevets. Cette décision permet au Rwanda d'obtenir des copies génériques de traitements à bas prix plutôt que d'acheter des médicaments plus chers et protégés par des brevets. 
En juillet 2007, le gouvernement Rwandais a informé l'Organisation mondiale du commerce de son intention d'importer du Canada sur deux ans 260 000 boîtes de TriAvir, un anti-rétroviral produit par la société Apotex. Le Rwanda est ainsi devenu le premier des 150 États membres de l'OMC à utiliser la dérogation légale au droit des brevets du 30 août 2003. 

## Critiques
Des organisations humanitaires comme Oxfam ont estimé que les deux décisions de l'OMC (Déclaration de Doha de 2001 et dérogation au droit des brevets de 2003) étaient trop compliquées à mettre en œuvre pour les pays pauvres[réf. souhaitée]. 